# Get the Balance Right!
«Get the Balance Right!» (в переводе с англ. — «Соблюдай баланс!») — песня британской группы Depeche Mode, неальбомный сингл. Седьмой сингл в дискографии ансамбля. Записан в Blackwing Studios, вышел 31 января 1983 года. Это первый сингл Depeche Mode, выпущенный с тех пор как Алан Уайлдер официально стал участником квартета, и первый сингл, содержащий песню, совместно написанную Мартином Гором и Уайлдером («The Great Outdoors!»).

## О песне
Автор композиции, Мартин Гор, комментировал её следующим образом: «„Get the Balance Right!“ — намного более мощная песня, чем мы обычно делаем. Мы прошли долгий путь после „Dreaming of Me“, и люди, наконец, начинают понимать, что Depeche Mode — гораздо больше, чем просто поп-группа».
В лирическом плане заглавный трек является призывом к терпимости.
«Get the Balance Right!» не была включена в альбом Construction Time Again, но появилась в американском сборнике People Are People и в сборнике The Singles 81→85.
Сторону «Б» занимает «The Great Outdoors!» — инструментальная композиция, написанная Гором и Уайлдером. Она появилась во время тура в поддержку альбома A Broken Frame, как вступительная тема после инцидента с их машиной Revox, в результате которого было почти полностью уничтожено их предыдущее интро, «Oberkorn (It’s a Small Town)».
Включённая в состав релиза 12" «Tora! Tora! Tora! (Live)» стала первой концертной песней, выпущенной Depeche Mode на сингле. 12-дюймовая версия сингла, выпущенная ограниченным тиражом, содержит также другие концертные записи: «My Secret Garden», «See You» и «Satellite».
Все «живые» треки, представленные на разных версиях сингла, были записаны 25 октября 1982 года в Hammersmith Odeon в Лондоне.

## Музыкальное видео
Видеоклип на «Get the Balance Right!» снял режиссёр Кевин Хьюитт. Когда начинает звучать песня, в ролике видно как Алан Уайлдер шевелит губами под вокал Дейва Гаана. При монтаже режиссёр предположил, что пел Уайлдер, но музыканты посчитали излишним обращать внимание режиссёра на его ошибку.

## Восприятие
Британские критики отреагировали на выход сингла преимущественно положительно. Робин Смит из Record Mirror назвал музыкантов «достаточно приятными парнями», которые всегда хотят угодить своему слушателю, а их мелодии легко воспринимаются слушателями, но также легко покидают их. Фред Деллар тоже посчитал «Get the Balance Right!» не самой убедительной записью Depeche Mode, но в ней группа смогла разработать стоящий синтезаторный рифф, чтобы обеспечить себе место в чартах, а сама песня достаточно увлекательна по структуре, чтобы продержаться в рейтинге дольше, чем большинство других. Ник Роудс и вовсе завершил свой обзор для Melody Maker словами: «Превосходная сюита!», обратив внимание на необычный припев, который в отличие от более раннего материала квартета не имел резкого подъёма, но поддерживал определённую степень мелодичности на всём своём протяжении. И только Джули Бёрчилл из New Musical Express высказалась в негативном ключе, пустившись в рассуждения на актуальную в ту пору тему о непоправимом уроне творческому потенциалу ансамбля, нанесённом уходом Винса Кларка. «Причина недомогания Depeche Mode определённо состоит в том, что Винс ушёл», — пишет она, — «день, когда он покинул коллектив, должно быть, сломил их пыл и однозначно прервал их серию хитов. Как и в любом другом произведении пост-кларковского периода, тут создаётся впечатление, что музыканты потратили три месяца на выбор графики для конверта пластинки и три минуты, чтобы написать саму песню». В заключении Бёрчилл пришла к выводу, что в данном случае, как остальных подобных жизненных эпизодах глубоких музыкальных разногласий, виновна женщина, имея в виду Элисон Мойе, с которой Винс Кларк составил дуэт Yazoo после своего разрыва с Depeche Mode. «Альф — это Йоко Оно наших дней», — подытожила журналистка.
С течением лет эта дискуссия осталась в прошлом. Обозреватель крупного американского ресурса AllMusic Дэйв Томпсон выразил мнение, что свою состоятельность Depeche Mode доказали ещё выпуском своего предыдущего сингла — «Leave in Silence», а «Get the Balance Right!» подняла планку качества своей тонкой мелодией ещё выше. «Звук стал более плотным и сложным, ритм — более драйвовым, а искусственная медь усилила эмоциональность», а в целом музыканты ушли на световые годы вперёд от банальных хуков, которыми они пользовались в своих первых синглах.

## Списки композиций
| №  | Название                 | Автор(ы)   | Длительность |
| -- | ------------------------ | ---------- | ------------ |
| 1. | «Get the Balance Right!» | Мартин Гор | 3:12         |

| №  | Название              | Автор(ы)                 | Длительность |
| -- | --------------------- | ------------------------ | ------------ |
| 1. | «The Great Outdoors!» | Мартин Гор, Алан Уайлдер | 5:01         |

| №  | Название                                   | Длительность |
| -- | ------------------------------------------ | ------------ |
| 1. | «Get the Balance Right!» (Combination Mix) | 7:57         |
| 2. | «The Great Outdoors!»                      | 5:01         |
| 3. | «Tora! Tora! Tora!» (Live)                 | 4:00         |

| №  | Название                   | Длительность |
| -- | -------------------------- | ------------ |
| 1. | «Get the Balance Right!»   | 3:12         |
| 2. | «My Secret Garden» (Live)  | 7:28         |
| 3. | «See You» (Live)           | 4:11         |
| 4. | «Satellite» (Live)         | 4:28         |
| 5. | «Tora! Tora! Tora!» (Live) | 4:00         |

| №  | Название                                   | Длительность |
| -- | ------------------------------------------ | ------------ |
| 1. | «Get the Balance Right!»                   | 3:12         |
| 2. | «The Great Outdoors!»                      | 5:01         |
| 3. | «Get the Balance Right!» (Combination Mix) | 7:57         |
| 4. | «Tora! Tora! Tora!» (Live)                 | 4:00         |

| №  | Название                                   | Длительность |
| -- | ------------------------------------------ | ------------ |
| 1. | «Get the Balance Right!» (Combination Mix) | 7:57         |
| 2. | «The Great Outdoors!»                      | 5:01         |
| 3. | «Tora! Tora! Tora!» (Live)                 | 4:00         |
| 4. | «Get the Balance Right!» (Edited Mix)      | 3:12         |

## Позиции в хит-парадах
| Чарт (1983)                                   | Позиция |
| --------------------------------------------- | ------- |
| Великобритания (OCC UK Singles)               | 13      |
| Ирландия (Irish Singles Chart)                | 16      |
| США (Billboard Dance Music/Club Play Singles) | 31      |
| ФРГ (Media Control AG)                        | 38      |